# Helmuth von Gordon
 (juin 2023).
Si vous disposez d'ouvrages ou d'articles de référence ou si vous connaissez des sites web de qualité traitant du thème abordé ici, merci de compléter l'article en donnant les références utiles à sa vérifiabilité et en les liant à la section « Notes et références ».
Pour les articles homonymes, voir Gordon.
Helmuth von Gordon (né le 30 juillet 1811 à Colberg et mort le 26 décembre 1889 à Dresde) est un général d'infanterie prussien.

## Biographie

### Origine
Helmuth est issu de la famille noble d'origine écossaise Gordon (de). Il est le fils de Joseph Maximilian von Gordon (1772-1847) et de sa femme, née von Engelbrecht. Son père est inspecteur des salines à Colberg et lieutenant prussien du 30e régiment d'infanterie « von Borcke (de) ».

### Carrière militaire
Dans sa jeunesse, Gordon étudie aux maisons des cadets de Culm et de Berlin à partir d'avril 1824. Le 26 juillet 1828, il est nommé sous-lieutenant au 8e bataillon de chasseurs à pied de l'armée prussienne. Gordon est diplômé de l'École générale de guerre de 1831 à 1834 puis devient adjudant du 3e détachement de fusiliers. De 1837 à 1840, il enseigne à la 13e division d'infanterie. Gordon est ensuite affecté au bureau topographique. Le 1er avril 1843, il est transféré comme adjudant à la 11e brigade d'infanterie et un peu moins de trois semaines plus tard est promu au grade de premier lieutenant. En tant que capitaine et commandant de compagnie, Gordon est transféré le 11 décembre 1847 à son unité mère, qui s'appelle maintenant le 6e détachement de chasseurs à pied. L'année suivante, Gordon est envoyé à Düsseldorf en tant que commandant de compagnie dans le 7e bataillon de chasseurs à pied (de). En mai 1849, lui et son bataillon combattent dans les rues de Breslau. En tant que major, Gordon fait partie de l'état-major général de la 4e division d'infanterie à partir de la mi-juin 1853 et transféré en mars 1857 à l'état-major général du 2e corps d'armée. Il prend ensuite le 16 mai 1857 le commandement du bataillon de fusiliers du 18e régiment d'infanterie (de) et est promu lieutenant-colonel à ce poste le 22 mai 1858. Gordon commande le 7e régiment mobile de Landwehr du 14 juin 1859 au 7 mai 1860, puis est chargé de diriger le 7e régiment combiné d'infanterie. Promu colonel le 1er juillet 1860, Gordon est nommé commandant du 47e régiment d'infanterie. En décembre 1863, il se rend avec son régiment à Ostrowo pour occuper la frontière. Le 3 mai 1864, Gordon quitte le régiment sous position à la suite et est chargé du commandement de la 14e brigade d'infanterie. Avec sa promotion au grade de major général le 25 juin 1864, il devient ensuite commandant de cette brigade.
Avec la brigade, Gordon est chef de l'avant-garde de la 7e division d'infanterie pendant la guerre contre l'Autriche en 1866. Il fait ses preuves dans les batailles de Münchengrätz et Blumenau. Lors de la bataille de Sadowa, il réussit à prendre les hauteurs de Cistowes et à les défendre contre des attaques supérieures, jusqu'à ce que la situation se détende avec l'arrivée de la 2e armée. Après la fin de la guerre, Gordon reçoit pour cet exploit la plus haute distinction prussienne pour bravoure, l'ordre Pour le Mérite, le 20 septembre 1866.
Le 30 octobre 1866, Gordon devient commandant de la 11e division d'infanterie et est promu lieutenant-général le 31 décembre 1866 avec un brevet daté du 30 octobre 1866. Avec la grande unité, il est engagé pendant la guerre franco-prussienne dans le bombardement de Phalsbourg et de Toul et dans la bataille de Moulin Saquet. Après la fin de la guerre, Gordon fut mis à disposition le 24 octobre 1871, avec attribution du caractère de général d'infanterie avec pension.

### Famille
Gordon se marie à Breslau le 14 juillet 1848 avec Bertha Jeanette Anne von Schickfuß (de) de la branche d'Ellguth, veuve von Saufin (1822–1899). Avec elle, il a deux enfants :
- Max (mort en 1870, tué au siège de Paris) comme sous-lieutenant prussien au 1er régiment à pied de la Garde
- Claire (1849–1920) mariée le 19 juin 1869 avec Karl Wilhelm Heinrich von Kleist, général de cavalerie prussien

### Décorations
- Croix d'honneur de 2e classe de l'ordre de la Maison princière de Hohenzollern le 11 février 1860
- Ordre russe de Saint-Stanislas de 1re classe le 24 septembre 1864
- Commandeur de 1re classe de l'ordre d'Albert l'Ours le 14 novembre 1865
- Croix de fer de 1re classe le 25 avril 1871
- Ordre de l'Aigle rouge de 1re classe avec feuilles de chêne et des épées sur l'anneau en 1879